# Tabazoa de Humoso
Tabazoa de Humoso (llamada oficialmente San Sebastián de Tabazoa de Umoso) es una parroquia y un lugar del municipio español de Viana del Bollo, en la provincia de Orense, Galicia.

## Toponimia
La parroquia también es conocida por el nombre de San Sebastián de Tabazoa de Humoso.

## Organización territorial
La parroquia está formada por dos entidades de población:
- Dradelo
- Tabazoa de Humoso[9] (Tabazoa de Umoso)

## Demografía

### Parroquia
| Gráfica de evolución demográfica de Tabazoa de Humoso (parroquia) entre 2000 y 2023 |
|                                                                                     |
| Datos según el nomenclátor publicado por el INE.                                    |

### Lugar
| Gráfica de evolución demográfica de Tabazoa de Humoso (lugar) entre 2000 y 2023 |
|                                                                                 |
| Datos según el nomenclátor publicado por el INE.                                |